# Pierre Boisard
 (mars 2010).
Si vous disposez d'ouvrages ou d'articles de référence ou si vous connaissez des sites web de qualité traitant du thème abordé ici, merci de compléter l'article en donnant les références utiles à sa vérifiabilité et en les liant à la section « Notes et références ».
Pour les articles homonymes, voir Pierre Boisard (sociologue) et Boisard.
Pierre Boisard, né le 19 janvier 1928 au Lion-d’Angers (Maine-et-Loire), mort le 17 mai 2008, est un militant emblématique du syndicat français CFTC attaché à la morale sociale chrétienne.

## Biographie
Pierre Boisard était le sixième enfant d’un maçon.
Il commence des études à la Sorbonne dans l’intention de devenir professeur de lettres classiques, mais est obligé de les interrompre en raison d’une tuberculose. Quand il peut reprendre ses études, il se dirige vers l’École des chartes, dont il est l’élève de 1954 à 1958. Il y fait en 1957 la connaissance de sa future épouse, Geneviève.
Les deux deviennent archivistes et militent à la CFTC au sein du syndicat SGEN. Lorsque le SGEN opte en 1964 pour la suppression de la référence chrétienne dans les statuts de la confédération et la nouvelle dénomination CFDT, Pierre Boisard rejoint, avec Geneviève, les partisans de la CFTC maintenue.
Avec une trentaine de fidèles attachés au maintien de la référence chrétienne, lors de l’assemblée générale constitutive du 10 avril 1965, il fonde le SCENRAC (Syndicat CFTC de l’Éducation nationale, de la recherche et des Affaires culturelles), dont les statuts avaient été déposés en préfecture en décembre 1964. Le premier conseil d’administration du nouveau syndicat comprend, entre autres, Jean-Pierre Pinot, professeur de géographie, premier secrétaire général, Anne-Marie Eteix, professeur de lettres classiques, Henri Wateremez, professeur au lycée Lakanal, Marguerite Jégu, professeur de musique de la Ville de Paris, André Bagault, professeur d’anglais, Jean Hérengt, qui devient secrétaire général et premier permanent en 1969, dont Pierre Boisard se plaisait à dire que, sans lui, il n'aurait jamais pu développer le syndicat.
De 1964 à 1987, Pierre Boisard fait partie du conseil confédéral, aux côtés de Jacques Tessier, Joseph Sauty et Jean Bornard.
Il est président de la Caisse nationale des allocations familiales de 1967 à 1992, défenseur reconnu d'une politique familiale forte. Vice-président confédéral de 1971 à 1981, il est promis par Jacques Tessier à sa succession, mais la base rejette sa candidature.
En 1981, il est nommé membre des commissions des 6e, 7e et 8e plans, en tant que conservateur des Archives nationales.
Également engagé dans les mouvements caritatifs, il est, pendant trois ans de 1992 à 1995, président du Secours catholique. Il est nommé en 1993 membre du Conseil national de lutte contre l’exclusion.
Il participe aux travaux du Comité d’histoire de la Sécurité sociale, et rédige de nombreux articles d’histoire littéraire, d’archivistique, d’étude de l’enseignement social de l’Église catholique romaine.
En 1976, il fonde l'association Évangile et société, qu'il préside jusqu'en 1993.
Il se retire à côté de Dieppe, à Varengeville-sur-Mer connue pour son cimetière marin où sont enterrés, entre autres, Georges Braque (qui avait décoré la chapelle), Georges de Porto-Riche, Albert Roussel et Jean Francis Auburtin et où Claude Monet avait peint.
Il est promu à la dignité d’Officier de la Légion d'honneur[Quand ?] et de Commandeur de l’Ordre national du Mérite.
Lors de ses funérailles, le 23 mai 2008, les témoignages de ses enfants et de ses amis ont montré que son engagement au service de la communauté humaine s’est poursuivi avec énergie pendant sa retraite jusqu’à ses derniers jours, malgré sa santé précaire.